# جون شو (لاعب هوكي الحقل)
جون شو (بالإنجليزية: John Shaw)‏ هو لاعب هوكي الحقل بريطاني، ولد في 24 أبريل 1962 في تايبينغ ‏ في ماليزيا.

## وصلات خارجية
- جون شو على موقع الاتحاد الدولي للهوكي (الإنجليزية)
- جون شو على موقع اللجنة الأولمبية الدولية (الإنجليزية)
- جون شو على موقع أوليمبيديا (الإنجليزية)
- جون شو على موقع اللجنة الأولمبية البريطانية (الإنجليزية)